# 田中展子
田中 展子（たなか のぶこ、1980年2月10日 -）は、日本の声楽家。熊本県出身。東京二期会会員。夫は声楽家の北川辰彦。2018年半ばまでは澤村翔子 （さわむら しょうこ）の名前で活動していた。
二期会オペラ研修所第53期マスタークラス修了。平成22年(2010年)3月27日修了時に成績優秀者として優秀賞並びに奨励賞受賞。

## 来歴
- 1999年東京学芸大学教育学部音楽科入学(特別教員養成課程) 2003年修了。
- 2004年国際ベルヴェデーレ・オペラオペレッタコンクール[2]日本代表。
- 2004年第3回長久手オペラ声楽コンクール特別賞受賞[3]。
- 2007年よりイタリア・ボローニャへ渡る。
- 2008年イタリア・アートリ(Atri)で行われた国際ドゥーキ・ダックアヴィーヴァ声楽コンクール入賞。
- 2008年からは本歌取りプロジェクトに歌手として参加し、2009年「ラ・フォルジュルネ・オ・ジャポン」に出演。

これまでに多くのオペラ・オペレッタに出演し、16世紀前半～現代までの幅広いレパートリーを持っている。

2012年には創立60周年を迎えた「二期会」の記念公演オペラ「子どもと魔法」（作曲：モーリス・ラヴェル）のタイトルロールに抜擢され、またその2,621名（2012年10月1日現在）を越える二期会メンバーの中から選ばれた声楽アンサンブル・グループ「二期会マイスタージンガー」の女性声部四名の中にも選出されている。

出演が決定していた日生劇場50周年記念公演「フィガロの結婚」ケルビーノ役（公演日2012年11月23日）は懐妊のため降板したが、2012年12月27日、28日の京都市交響楽団 京都コンサートホール『第九コンサート』には出演した。
2013年6月8日の東京オペレッタ劇場・J.オッフェンバック作曲オペレッタ「ジェロルスタンの女大公」から活動を再開。
また、2013年9月から10月にかけてのスポーツ祭東京2013（第68回国民体育大会・第13回全国障害者スポーツ大会）式典で「二期会マイスタージンガー」のメンバーとして演奏し、NHKを通じて全国に放映された。

## 主要公演
- 2009年 2月 - よこすか芸術劇場開館15周年記念オペラ『ダイドーとイニーアス』
- 2010年 5月 - 池辺晋一郎プロデュース沼尻竜典指揮『カヴァレリア・ルスティカーナ』サントゥッツァ
- 2010年10月 - 東京オペレッタ劇場オペレッタ『メリー・ウィドウ』ヴァランシェンヌ
- 2010年12月 - 東京室内歌劇場42期第128回定期公演『ラ・カリスト』タイトル・ロール
- 2011年 9月 - アントネッロ第6回定期公演『イスタンピッタ Istampitta』ソプラノソリスト
- 2011年12月 - 東京オペレッタ劇場オペレッタ『こうもり』オルロフスキー
- 2012年 1月 - 『ダークヒルズ恋愛白書』ドナちゃん
- 2012年 1月 - 濱田芳通（指揮・音楽監督）『モンテヴェルディ作曲「聖母マリアの夕べの祈り」』ソプラノソリスト
- 2012年 2月 - 東京オペレッタ劇場オペレッタ『メリー・ウィドウ』ヴァランシェンヌ
- 2012年 3月 - 小澤征爾音楽塾・鎌倉教育プロジェクト第4回『蝶々夫人』カヴァーキャスト公演 ケート・ピンカートン
- 2012年 5月 - 二期会創立60周年記念公演 二期会ニューウェーブ・オペラ劇場 音楽幻想劇『子どもと魔法』タイトル・ロール
- 2012年 6月 - 神奈川県綾瀬市民オペラ『カルメン』メルセデス
- 2012年 7月 - 二期会創立60周年記念公演『カヴァレリア・ルスティカーナ』ローラ
- 2012年 9月 - 群馬交響楽団 第484回定期演奏会『ロッシーニ作曲スターバト・マーテル』メゾ・ソプラノ
- 2012年10月 - 二期会マイスタージンガー 大田区民ホール・アプリコ大ホール「歌の花束コンサート」アルト
- 2012年12月 - 京都市交響楽団 京都コンサートホール 特別演奏会 沼尻竜典指揮「第九コンサート」アルト
- 2013年 6月 - 東京オペレッタ劇場オペレッタ『ジェロルスタンの女大公』ポール選帝侯子
- 2013年 9月 - アントネッロオペラフレスカ第一弾『ポッペアの戴冠』フォルトゥーナ/オッターヴィア
- 2013年12月 - 第30回国技館5000人の第九コンサート『歌い納め』グノー作曲『ロメオとジュリエット』より「ステファノのシャンソン」、オッフェンバック作曲『ホフマン物語』より「舟歌」を髙橋絵理とデュエット
- 2014年 2月 - グルッポ・ヴィーヴォ創立25周年記念事業『海道東征』熊本公演 ソプラノ
- 2014年 2月 - 東京オペレッタ劇場オペレッタ『ボッカッチョ』ベアトリーチェ
- 2014年 3月 - アントネッロオペラフレスカ第三弾『ウリッセの帰還』運命の女神フォルトゥーナ/知と戦いの女神ミネルヴァ
- 2014年10月 - 沼尻竜典オペラセレクション『リゴレット』チェプラーノ伯爵夫人
- 2014年11月 - オペラ劇場あらかわバイロイトC公演『ナクソス島のアリアドネ』作曲家
- 2015年 1月 - 台湾国立国父紀念館『星空のコンチェルティーノ お琴』タイトルロール
- 2015年 2月 - アントネッロ主催『モンセラートの朱い本』ソプラノソリスト
- 2015年 3月 - 東京オペレッタ劇場オペレッタ『伯爵令嬢マリツァ』マーニャ
- 2015年 7月 - おのりくデビュー20周年を祝うコンサート
- 2015年 8月 - 第７回浜松市民オペラ『ブラックジャック』第３章 麻子
- 2015年10月 - 東京二期会オペラ劇場『ダナエの愛』オイローパ
- 2015年10月 - 文化庁主催ミラマーレオペラ公演『てかがみ』武田亮子
- 2015年10月 - 文化庁主催次代を担う子供の文化芸術体験事業 東京オペレッタ劇場オペレッタ『ボッカッチョ』ベアトリーチェ
- 2015年11月 - アントネッロ主催『モンセラートの朱い本』ソプラノソリスト　「音楽の友」2016年2月号コンサート・ベストテン２０１５に選出
- 2015年11月 - 八王子フィルハーモニー合唱団オータムコンサート2015 〜Gloria〜メゾソプラノソリスト
- 2015年12月 - まつもと市民オペラ第5回公演『フィガロの結婚』ケルビーノ
- 2015年12月 - KEIBUN第九2015メゾソプラノソリスト
- 2016年 1月 - アントネッロオペラフレスカ第四弾 歌劇『エウリディーチェ』日本初演　ダフネ
- 2016年 3月 - 天佑台湾 感恩公演 in みやぎソプラノソリスト『星空のコンチェルティーノ お琴』タイトルロール
- 2016年 4月 - 田尾下哲シアターカンパニー オペラ『セヴィリアの理髪師の結婚』ロジーナ
- 2017年 7月 - 二期会創立65周年・財団設立40周年記念公演シリーズ オペラ『ばらの騎士』タイトルロール

## メディアへの露出
- 雑誌 ソトコト 2007年1月 No.91 LOHASクラシック音楽サロン p.166〜p.169
- FMぐんま 群響アワー 2012年10月11日 午後8時00分〜午後9時55分 群馬交響楽団 第484回定期演奏会「スターバト・マーテル」メゾ・ソプラノ
- NHK BS プレミアムシアター 2012年10月22日 午前0時15分～午前4時30分 二期会公演 歌劇「カヴァレリア・ルスティカーナ」ローラ
- NHK 総合テレビ 第68回国民体育大会総合開会式 2013年9月28日　総合閉会式 2013年10月8日 東京都調布市「味の素スタジアム」から中継 二期会マイスタージンガー　メゾ・ソプラノ
- NHK 総合テレビ 第13回全国障害者スポーツ大会開会式 2013年10月12日　閉会式 2013年10月14日 東京都調布市「味の素スタジアム」から中継 二期会マイスタージンガー　メゾ・ソプラノ
- NHK 名曲アルバム Ｅテレ2015年2月3日,12日 総合2月22日放送 歌劇「オルフェオ」メゾ・ソプラノ
- 文化放送「玉川美沙ハピリー」2015年7月25日放送  第７回浜松市民オペラ「ブラックジャック」 から抜粋をライブ歌唱
- NHK BSプレミアム「クラシック倶楽部」2016年2月17日　アントネッロ『モンセラートの朱い本』ソプラノソリスト(収録)2015年11月17日 東京カテドラル聖マリア大聖堂

## 録音
- 横浜シンフォニエッタ 山田和樹 – 「海道東征」信時潔 作品集 発売日: 2016年4月22日 レーベル: オクタヴィアレコード
- 連続テレビ小説　ひよっこ　オリジナル・サウンドトラック２宮川彬良 トラック32.糧～Ｖｏｃａｌ～　発売日:2017年8月30日　発売元:ビクターエンタテインメント